# David Bumberger
David Bumberger (* 5. Februar 1999 in Rohrbach-Berg) ist ein österreichischer Fußballspieler.

## Karriere

### Verein
Bumberger begann seine Karriere bei der DSG Union Putzleinsdorf. 2009 wechselte er zum LASK. 2012 kam er in die Jugend des FC Red Bull Salzburg, bei dem er später auch in der Akademie spielte. 2014 wechselte er in die AKA Linz.
Im März 2017 spielte er erstmals für die LASK Juniors OÖ in der Regionalliga, als er am 18. Spieltag der Saison 2016/17 gegen die Union St. Florian in der Startelf stand. Mit den Juniors stieg er 2018 in die 2. Liga auf. In der Aufstiegssaison 2017/18 absolvierte er 15 Spiele in der Regionalliga und blieb dabei ohne Treffer.
Zur Saison 2018/19 rückte er in den Kader des LASK auf. Zunächst spielte er aber im August 2018 erstmals für den FC Juniors OÖ in der zweithöchsten Spielklasse, als er am dritten Spieltag jener Saison gegen den Floridsdorfer AC in der Startelf stand und in der 82. Minute durch Leon Ilić ersetzt wurde. In zwei Spielzeiten kam er zu 45 Zweitligaeinsätzen für die Juniors, für den LASK kam er jedoch nie zum Einsatz.
Im Oktober 2020 wechselte er zum Bundesligisten SCR Altach. Insgesamt kam er zu 23 Einsätzen in der Bundesliga für die Altacher. Im August 2022 wechselte er zum Zweitligisten SK Vorwärts Steyr. Für Steyr kam er zu 23 Zweitligaeinsätzen, mit dem Team stieg er aber zu Saisonende aus dem Profibereich ab.
Daraufhin wechselte er zur Saison 2023/24 zum Zweitligisten SV Ried, bei dem er einen bis Juni 2024 laufenden Vertrag erhielt. Für Ried kam er zu 51 Zweitligaeinsätzen, in denen er fünfmal traf. Mit den Riedern stieg er 2025 in die Bundesliga auf. Daraufhin verließ er den Verein nach der Saison 2024/25.

### Nationalmannschaft
Bumberger spielte im Oktober 2016 erstmals für die österreichische U-18-Mannschaft. Sein erstes Spiel für die U-19-Auswahl absolvierte er im Oktober 2017 gegen den Kosovo.